# Nebivolol
Nebivololul este un medicament din clasa beta-blocantelor, fiind utilizat în tratamentul unor afecțiuni cardiace. Calea de administrare disponibilă este cea orală. Este un beta-blocant β1-selectiv (cardioselectiv).
Molecula a fost patentată în 1983 și a fost aprobată pentru uz medical în anul 1997.

## Utilizări medicale
Nebivololul este utilizat în:
- hipertensiunea arterială esențială;
- insuficiența cardiacă cronică.